# Sarah Léon
Pour les articles homonymes, voir Léon.
Sarah Léon est une romancière et musicologue française née en 1995.

## Biographie
Née en 1995, Sarah Léon est la fille d’un professeur de cinéma et de littérature et d’une employée du rectorat de Nice. Elle grandit à Nice, où elle suit sa scolarité primaire puis secondaire. Elle obtient son baccalauréat littéraire en 2013 au lycée Stanislas avec une moyenne supérieure à 21/20, soit la meilleure de l’académie.
Dès l’enfance, elle développe une passion pour l’écriture, ainsi que pour la musique, et notamment le piano. Elle suit à ce titre une scolarité à horaires aménagés. Lycéenne, elle écrit la nouvelle Mon Alban, pour laquelle elle obtient le prix Clara 2012 de la maison d’édition Héloïse d’Ormesson. Celle-ci deviendra par la suite son éditrice.
Après une hypokhâgne et une khâgne au lycée Pierre-de-Fermat de Toulouse, elle intègre l’École normale supérieure de la rue d’Ulm en 2015. Elle y étudie les lettres et la musicologie.
Durant sa classe préparatoire, elle achève, à l’âge de 19 ou 20 ans, l’écriture de son premier roman, Wanderer, inspiré par le Romantisme allemand et plus particulièrement l’œuvre de Schubert. L’ouvrage, publié en mars 2016, est salué par la critique, qui relève le jeune âge de la romancière, la maturité du texte et le caractère prometteur de son œuvre,. Elle est nommée pour le prix Goncourt du premier roman 2016, puis fait partie de la délégation présidentielle française à la Foire du livre de Francfort 2017. Le livre est par la suite traduit en anglais en 2019,.
Elle collabore au magazine Classica ainsi qu’à France Musique,.
En 2020, elle commence une thèse de littérature et musicologie sous la direction de Michèle Finck et Karol Beffa,.